# ジョージ・ワシントン・ランバート
ジョージ・ワシントン・ランバート（George Washington Thomas Lambert ARA、1873年9月13日 - 1930年5月29日）はオーストラリアの画家である。第一次世界大戦中はオーストラリア軍の公式戦争画家として働いた。

## 略歴
サンクトペテルブルクでアメリカ人の父親と、イギリス人の母親の間に生まれた。父親はランバートが生まれる前に亡くなってしまい、母方の祖父の住むドイツのヴュルテンベルクで過ごした後、イギリスで教育を受けた。母親は姉たちとランバートを連れて、オーストラリアに移ることにして、家族は1887年1月にシドニーに着いた。ランバートは絵を描くようになり、1894年にシドニーの展覧会に出展し、1895年に雑誌「The Bulletin」にペン画が採用された。1896年にフルタイムの画家となり 、1900年までシドニーのジュリアン・アシュトンの美術学校で学んだ。ニューサウスウェールズ州の政府から奨学金を得てヨーロッパに留学し、一年間パリで修行した後、ロンドンで活動した。1911年にバルセロナの国際絵画展に出展して銀賞を受賞した。この頃は人物画家として知られていた。
第一次世界大戦が始まると、1917年にオーストラリア軍の公式戦争画家に選ばれた。1915年のトルコのガリポリ半島に上陸したオーストラリア・ニュージーランド軍団 (Australian and New Zealand Army Corps) を描いた作品は、 オーストラリア戦争記念館の戦争画コレクションで最大の絵画であった。名誉士官に任じられ、1919年にガリポリを訪れ、戦闘が行われた場所をスケッチした。
1921年にオーストラリアに戻り、個展を開き成功した。1922年にロイヤル・アカデミー・オブ・アーツの準会員に選ばれた。1921年に制定された「オーストラリアに住む画家によって描かれた最も優れた肖像画」に与えられるアーチボルド賞に1922年に応募したが、居住条件を満たさなかったため失格となった。1927年にアーチボルド賞を受賞した。
息子のモーリス・ランバート (1901-1964)は彫刻家になり、もう一人の息子コンスタント・ランバート(1905-1951)は作曲家、指揮者となった。

## 作品

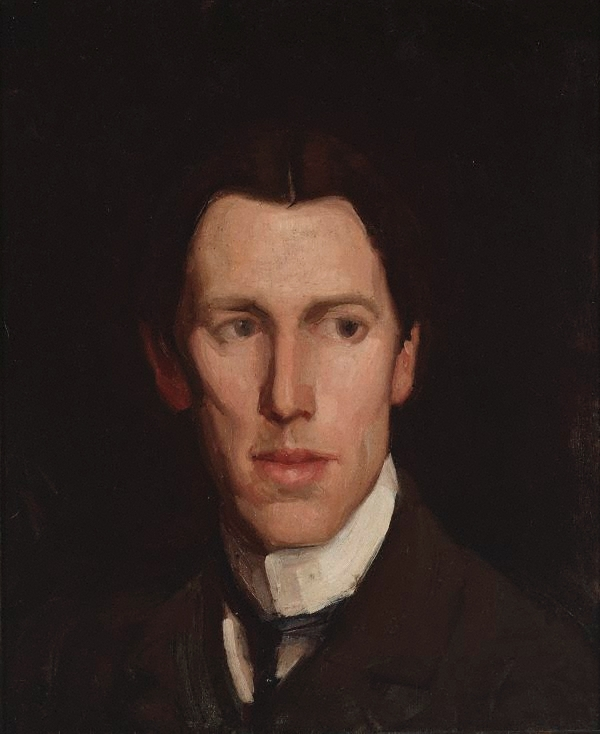
ヒュー・ラムゼー - 画家(1902)
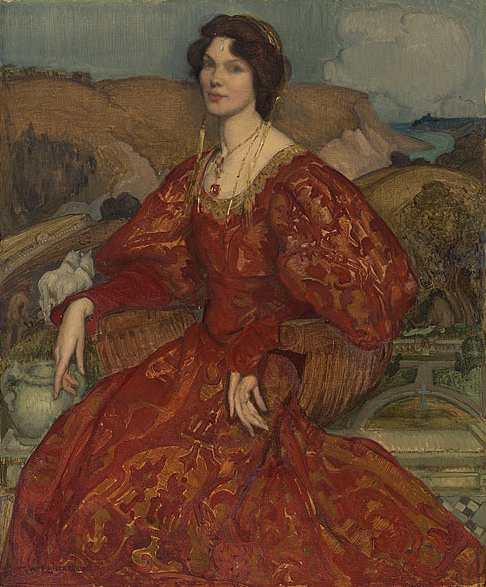
Sybil Waller (1905)
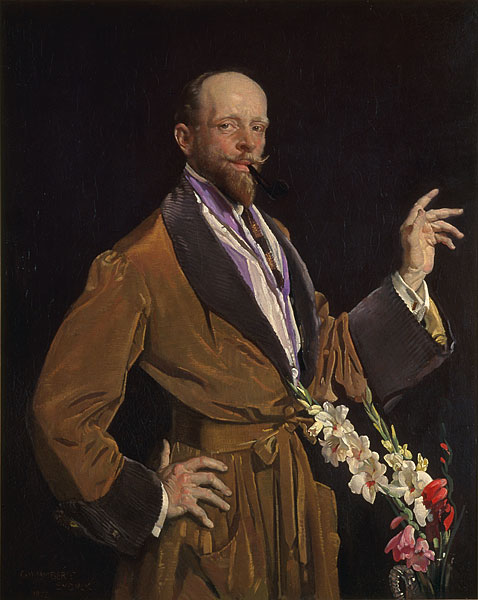
自画像 (1930)
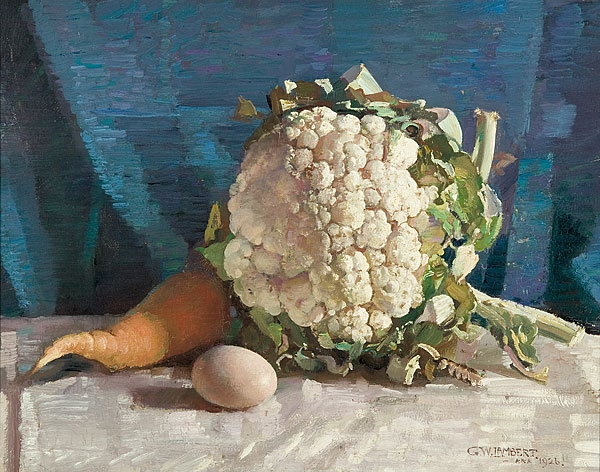
卵とカリフラワー